# 足立収

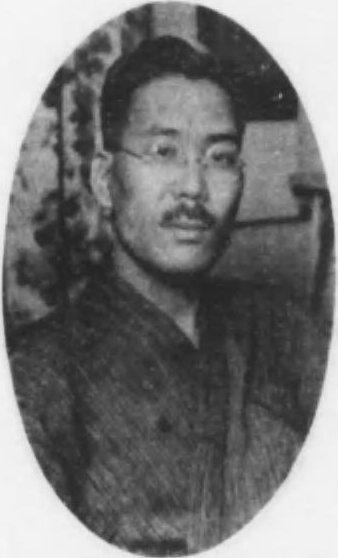
足立収

足立 収（あだち おさむ、1892年（明治25年）11月 - 1962年（昭和37年））は、日本の内務官僚。官選栃木県知事。旧姓・秋田。

## 経歴
高知県出身。秋田広吉の二男として生まれ、足立喜代と結婚して足立に改姓。第三高等学校を首席で卒業。1918年、東京帝国大学法科大学法律学科（英法）を卒業。同年10月、高等試験行政科試験に合格。内務省に入省し千葉県属となる。
以後、福井県理事官、兵庫県理事官、内務書記官、内務事務官、宮城県書記官・警察部長、神奈川県書記官・警察部長、北海道庁部長・学務部長、兵庫県書記官・警察部長、静岡県書記官・総務部長、愛知県書記官・総務部長などを歴任。
1937年10月、栃木県知事に就任。治安維持対策、非常時経済対策を推進した。1940年4月、知事を退任。同年に退官した。

## 著作
- 『神社制度綱要』中外印刷出版部、1930年。

## 栄典
- 1940年（昭和15年）8月15日 - 紀元二千六百年祝典記念章[6]